# Gilbert Hatton
Gilbert "Gibby" Hatton (Alburtis, Pennsilvània, 31 de juliol de 1956) va ser un ciclista estatunidenc que fou professional del 1981 al 1992 i era especialista en les proves en pista. Va guanyar una medalla de bronze al Campionats del món de keirin de 1983 per darrere del suís Urs Freuler i l'australià Danny Clark.

## Palmarès
- 1974
  - Campió d'Europa júnior en Velocitat